# Циклограмма (строительство)
Циклограмма или график потока — это форма календарного графика производства работ при выполнении постоянно повторяющихся однотипных строительных и монтажных работ. Циклограмма используется для отображения поточного метода строительства, где изображается развитие строительного процесса во времени и пространстве. Была предложена М. С. Будниковым в 1935 году (Будников М. С. (1904—1966) — советский ученый в области технологии строительного производства и организации строительства, доктор технических наук (с 1952 года), профессор (с 1952 года), Заслуженный деятель науки УССР).
Циклограмма содержит по горизонтали календарную шкалу времени линейного графика, по вертикали — перечисление мест выполнения работ: захватки, участки, пикеты и другое. Технологический процесс/поток или работа изображается наклонной линией, которая символизирует движение каждой бригады по фронту работ и переход бригад с одной захватки на другую.Потоки на циклограмме выполняются в строгой технологической последовательности друг за другом и не допускают пересечения наклонных линий. Циклограмма позволяет планировать непрерывную загрузку бригад рабочих и минимизировать их простои.
Рис. 1 Пример циклограммы ритмичного потока для трёх бригад
По характеру временного развития (ритмичности) различают следующие виды потоков:
1. Ритмичный поток — поток, в котором все составляющие потоки имеют единый ритм, то есть продолжительность выполнения работ одинакова (изображен на рисунке 1);
2. Разноритмичный поток — поток, в котором составляющие его потоки имеют одинаковые ритмы однотипных работ и различные ритмы разнотипных;
3. Неритмичный поток — поток, в котором продолжительность выполнения каждой отдельной работы неодинакова.[3]

В случае ритмичного потока прямые циклограммы строятся параллельно и ресурсы загружены равномерно на всей продолжительности потоков. В остальных случаях прямые будут иметь различный наклон или представлять собой ломанные линии. Угол их наклона к горизонтальной оси зависит от продолжительности выполнения процессов по захваткам.
Циклограмма потоков строится на основе календарно-сетевых графиков.
Рис. 2.1 Календарно-сетевой график — Дорожные работы
Рис. 2.2 Пример циклограммы — Дорожные работы
Циклограмма на рисунке 2.2 построена по графику на рисунке 2.1. На циклограмме (рис. 2.2) шкала времени расположена сверху, слева перечислены пикеты (с указанием размерности каждого), наклонные линии обозначают бригады рабочих по видам работ, надписи на прямых указывают объем работ на участке (пикете). На рисунке 2.2 видно, что работы на каждом пикете выполняются последовательно, почти без перерывов, при этом каждый поток имеет равный темп по пикетам (за счет чего поток имеет вид прямой линии).
Рис. 3 Пример циклограммы — Устройство фундаментов
На рисунке 3 отражен процесс устройства фундаментов, где работы имеют неравномерный темп, что выражается в кривых линиях, и работы выполняются с технологическими перерывами в рамках каждого участка. Поток 3 по бетонированию фундаментов выполняется после завершения потока 1, поэтому эти два процесса может выполнять одна бригада. Таким образом осуществляется планирование загрузки бригад.
Циклограммы наиболее удобны при планировании возведения однотипных зданий и сооружений. При возведении крупных промышленных комплексов, отличающихся сложными взаимосвязями работ, наглядность циклограммы существенно снижается, пользоваться ею неудобно.
1. ↑  Будников Михаил Сергеевич // Большая советская энциклопедия: [в 30 т.] / под ред. А. М. Прохоров — 3-е изд. — М.: Советская энциклопедия, 1969.
2. 1 2  Проектирование, расчет и оптимизация потоков строительного производства, Учебно-практическое пособие, О. В. Бурлаченко
3. ↑  Организационно-технологическое моделирование строительного производства, Методические указания к выполнению расчетно-графических работ по дисциплине «Организация, управление и планирование строительного производства», проф. Сборщиков С. Б., проф. Ермолаев Е. Е., ст.преп. Мишина Н. В., Москва 2008